# برتونيلة الألزاس
برتونيلة الألزاس (الاسم العلمي: Bartonella alsatica) هي نوع من البكتيريا تتبع جنس البرتونيلة من فصيلة البارتونيلات.